# Canonici regolari di San Giovanni Evangelista

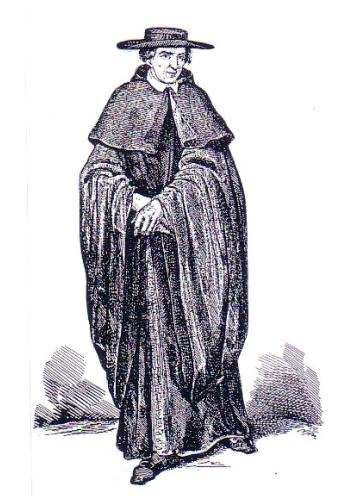
Canonico di San Giovanni Evangelista

I canonici regolari di San Giovanni Evangelista, (C.R.S.J.E.), detti canonici azzurri (dal colore del loro abito) o Lóios (dal convento di Santo Elói a Lisbona, casa madre della congregazione), furono una congregazione di canonici regolari. Sorti in Portogallo agli inizi del XV secolo, vennero definitivamente soppressi nel 1834.

## Storia
La congregazione venne fondata nella chiesa di Olivais di Lisbona dal medico Giovanni Vicente con il teologo Martino Lourenço e il canonista Alfonso Nogueira; Fernando da Guerra, arcivescovo di Braga, concesse loro il monastero di Vilar de Frades (presso Barcelos), già appartenente ai benedettini, e papa Martino V, il 1º luglio 1427, stabilì che la comunità seguisse le costituzioni dei canonici di San Giorgio in Alga.
Nel 1429 Vicente venne incaricato dal re di Portogallo Giovanni I di scortare l'infanta Isabella in Borgogna, dove avrebbe dovuto sposare il duca Filippo il Buono: il religioso, conclusa la sua missione, si recò a Venezia, per visitare l'abbazia di San Giorgio in Alga, e poi a Roma, dove ottenne da Martino V di fondare nuove case, di eleggere un priore, di adottare la regola di sant'Agostino e di elaborare dei nuovi statuti (18 ottobre 1430). Il 7 maggio 1432 Vicente venne eletto vescovo di Lamego e nominato legato pontificio.
Protetti dalla famiglia reale portoghese, i canonici si diffusero rapidamente dei loro domini; nel 1440 si stabilirono nella chiesa di Sant'Eligio (Santo Elói) a Lisbona (la cui concessione venne confermata da papa Pio II il 9 marzo 1461) che nel 1462 divenne casa madre della congregazione, intitolata all'evangelista Giovanni; il 7 marzo 1446 la regina Isabella d'Aviz ottenne dal papa per i religiosi la conferma dell'esenzione dalla giurisdizione vescovile (conferma ribadita da papa Leone X il 30 agosto 1517).
Giovanni III il Pio affidò ai canonici di San Giovanni Evangelista la direzione degli ospedali regi del paese. Verso la fine del XV secolo i canonici fondaro alcune missioni in Congo e molti di loro persero la vita.
Nel XVI secolo i nuovi ordini di chierici regolari sostituirono i canonici nel ruolo di riformatori del clero secolare, avviando la lunga fase di declino della congregazione: il 28 maggio 1834 il governo liberale portoghese, sopprimendo tutti gli ordini religiosi, decretò l'estinzione dei canonici.

## Cardinali provenienti dall'Ordine
- Manuel Bento Rodrigues da Silva